# Фийби Уолър-Бридж
Фийби Мери Уолър-Бридж (на английски: Phoebe Mary Waller-Bridge) е английска актриса, сценаристка и телевизионна продуцентка.
Родена е на 14 юли 1985 година в Лондон в семейството на финансист, създател на една от ранните платформи за електронна търговия с акции „Трейдпойнт“. Завършва Кралската академия за драматично изкуство, след което работи в театъра и телевизията. Получава широка известност с главната роля и сценария на комедийния сериал „Fleabag“ (2016 – 2019), за които получава награди „Еми“ и „Златен глобус“, както и със сценария на първия сезон на „Убивайки Ийв“ („Killing Eve“, 2018). В киното участва във филми като „Желязната лейди“ („The Iron Lady“, 2011) и „Соло: История от Междузвездни войни“ („Solo: A Star Wars Story“, 2018).